# بيلي تومسون (ملاكم)
بيلي تومسون (بالإنجليزية: Billy Thompson)‏ مواليد 20 أكتوبر 1923 في تاين ووير، درم، إنجلترا - الوفاة 04 يناير 2009 في جنوب يوركشير، إنجلترا، كان ملاكم محترف بريطاني صنّف ضمن فئة الوزن الخفيف.

## إحصائيات
خاض خلال مسيرته 63 نزالا، فاز في 46 وتعادل في 4 وخسر في 13. فاز بالضربة القاضية في 21 نزالا.

## روابط خارجية
- بيلي تومسون على موقع بوكس ريك (الإنجليزية) (registration required)